# 失踪日記
『失踪日記』（しっそうにっき、disappearance diary）は、吾妻ひでおの漫画。2005年（平成17年）3月にイースト・プレスから出版された。
発売とともに各メディアで話題となり、第34回日本漫画家協会賞大賞、第9回文化庁メディア芸術祭マンガ部門大賞、第10回手塚治虫文化賞マンガ大賞、第37回日本SF大会で星雲賞ノンフィクション部門を受賞。また2019年、グラン・グイニージ賞Riscoperta di un’opera（再発見された作品）部門を受賞した。
続編に『失踪日記2 アル中病棟』がある。

## 概要
1980年ごろニュー・ウェーブマンガ家として一世を風靡し、その後低迷して一時は「消えたマンガ家」とまで言われたSF漫画・ギャグ漫画作家による、ノンフィクション作品である。1度目の失踪を描いた「夜を歩く」、2度目の失踪を描いた「街を歩く」、アルコール依存と治療の時期を描いた「アル中病棟」の3つのエピソードを収録している。「シャレにならない」部分はあえて省き、エンターテインメント作品として仕上げている。
「夜を歩く」は単行本『夜の魚』に収録されたあとがきとその続きを描いた描き下ろし、「街を歩く」は『お宝ガールズ』5月号増刊「コミックお宝VOL.1」（コアマガジン）に掲載された同名の短編（『夜の帳の中で吾妻ひでお作品集成』（チクマ秀版社）に「失踪日記外伝街を歩く」として収録）をベースに「お宝ワイドショー」（コアマガジン）にて連載された作品に加筆し、「アル中病棟」は本作のために描き下ろされた。巻末にとり・みきとの対談を収録する。再版以降は作者へのインタビュー「裏失踪日記」も収録している。
「街を歩く」を連載した出版社は、当時吾妻の単行本の売り上げが悪かったことを理由にこの本の出版企画を見送った。それを拾いあげる形でイースト・プレスからの出版となったが、ここでも出版に反対する声が多かったという。
フリースタイルの「このマンガを読め!2006」1位。吾妻によるキャッチコピーは「全部実話です」。

## あらすじ
以下の引用は特に断りがなければ、『失踪日記』による。

### 夜を歩く
1989年11月、某社の仕事を放り出して行方をくらまし、山で首つり自殺を図るが失敗。その後野外生活を始める（以上イントロダクション）。
本編は「私は取材旅行にでていた（そーゆーことにしといてください）」という台詞で始まる。ゴミ箱を漁り、ホームレスの食べ物を盗んだりして生活した。深夜に駅前でシケモクを漁っていたとき、不審者として警官につかまり、1回目の「取材旅行」は終わった。
当時マニアックなファンが吾妻に過大なプレッシャーをかけていたことが失踪の理由のひとつとして考えられる。

### 街を歩く
「1992年4月、せっかく仕事に復帰していたのに」、大塚英志に『夜を歩く』（太田出版『夜の魚』に描き下ろし。のちに『失踪日記』の「夜の1」となる）を宅配便で送ったその足で失踪。
しばらくホームレスとして生活したのち、同年7月ごろ、「アル中の上森さん（仮名）」にスカウトされ、「日本ガス」（仮称）の配管工として働き始める。「日本ガス」は東京ガスの仮称であると考えられ、日本瓦斯や鹿児島県の日本ガスとは無関係である。
本社の社内報に「ガス屋のガス公」という漫画を投稿して採用された。名前（東英夫と名乗った）と本人の写真付きで掲載されたが、かつてメジャー誌で連載を持っていた漫画家の吾妻ひでおだと気づく人は誰もおらず、吾妻は「おれってつくづくマイナー」と思い知らされる。
翌年春ごろ、上森さんにもらって乗っていた自転車が盗難車だったため警察の取り調べを受け、家族に連絡されて2度目の失踪が終了した。
家に帰った後も半年間配管工としての生活を続けたが、先輩社員の過度ないびりを理由に退職した。そして「ほかにやることもなかったため」漫画家に復帰した。

### アル中病棟
アル中（アルコール依存症）で入院する直前の様子を描いた「アル中時代」と入院後を描いた「アル中病棟」からなる。ブーム期の1980年代半ばからさかんに飲酒して「アル中」と自称していたが、本当のアル中、すなわち眠っている時以外は酒を絶やさないという「連続飲酒」状態になったのは十数年後の1998年春ごろからである。
「1997年暮れ喫茶店でコーヒーを飲んでいると」「なんか手が震える」「アル中かな？ははは」という描写から始まる。連続飲酒状態が半年続き、幻聴を訴えたり酔っ払って公園のベンチで眠っていたとき暴行にあったりした。1998年12月25日、家族によって三鷹市のH病院に強制入院させられた。アルコール依存症の恐さを淡々とリアルに伝えている。入院してひと月経た吾妻が「あと2ヶ月かァ…」と嘆息するシーンで終わっている。

## 反響・批評
出版後、編集家の竹熊健太郎がブログ『たけくまメモ』で絶賛するなど、続々と反響があらわれ、1週間後に増刷が決定した（初版は2005年3月8日、2刷は同年3月24日）。大手新聞や週刊誌に、軒並み好意的な書評が載った。出身地の北海道では『北海道新聞』に記事が掲載され（2005年4月5日）、苦難から復活した漫画家と紹介された。
出版後、急に執筆依頼が増え、再編集本や関連本がつぎつぎに出版された。『うつうつひでお日記』『逃亡日記』（インタビュー集）『出家日記―ある「おたく」の生涯』（蛭児神建の自伝）『地を這う魚』は、装幀が『失踪日記』と酷似している。
『失踪日記』の第1話（『夜を歩く』）は2回目の失踪直前に描かれ、ほかはそれ以後に執筆された。吾妻の友人でもあるいしかわじゅんは、第1話以降の作品について、「絵柄に第1話ほどの絶望感が感じられなくなっている」と評した。
続編『失踪日記2 アル中病棟』の刊行時に、当作は「30万部ベストセラー」と書かれている。

## 続編
本書の作者プロフィールに「入院後半のエピソードは続編にて」と書かれているが、『うつうつひでお日記』のあとがきでは、「'06・6月現在、1P（ページ）も描けてません」と書いていた。2011年5月初版の角川文庫版『地を這う魚』では、「仕事はしてるの？」「失踪日記の続編をね。描き下ろしだから目立たないけど」と書いている。
『失踪日記』が刊行された2005年3月から8年半後の2013年10月に続編となる『失踪日記2 アル中病棟』（描き下ろし336頁）が刊行された。同作はフリースタイルの「このマンガを読め!2014」で1位となった。

## 初出
夜を歩く
「夜の1」のみ太田出版『夜の魚』（1992年）で発表。それ以外は描き下ろし。
街を歩く
コアマガジン社、『お宝ワイドショー』に不定期連載。収録時大幅加筆。
アル中病棟
描き下ろし。

## 単行本
『失踪日記』
2005年3月1日発売 ISBN 4872575334
『失踪日記2 アル中病棟』
2013年10月6日発売 ISBN 9784781610726